# Cynthia Freeland
Cynthia A. Freeland (17 de agosto de 1951) es una filósofa del arte estadounidense. Ha publicado tres monografías, más de dos docenas de artículos y ha editado varios libros. Es profesora Emérita de filosofía en la Universidad de Houston. Fue la presidenta de la Sociedad americana de Estética hasta 2017. Ha sido otorgada una camaradería de la Dotación Nacional para las Humanidades en 2003 para un proyecto de búsqueda en Falsificaciones. Su libro Pero ¿esto es arte? (2001) ha sido traducido a catorce idiomas y fue republicado como parte de la serie "Very Short Introductions" de Oxford. Habló sobre su libro Retratos&Personas con Nigel Warburton en el podcast Philosophy Bites. Fue entrevistada por Hans Maes para el libro Conversaciones de Arte y Estética (2017), que incluye una fotografía suya tomada por el fotógrafo americano Steve Pyke.

## Publicaciones
Cynthia Freeland escribe sobre estética, filosofía antigua, filosofía de cine, y teoría feminista.

### Monografías
- Personas & Retratos (Oxford University Press, junio de 2010).[6]
- Pero ¿esto es arte?, (Oxford University Press, 2001).[7] Republicado como Teoría del Arte: Una Introducción Muy Corta (Oxford, 2002) Traducido al chino (2002), coreano (2002), español (2003), alemán (2003), holandés (2003); griego (2005); polaco (2005); sueco (2006), tamil (2006), japonés (2008), vietnamita (2009); turco (2009), letón (2009), chino sencillo (2009); bajo contrato para traducción a hebreo, portugués, y persa.[2]
- El Desnudo y el No Muerto: el Mal y la Apelación al Horror, (Westview Press, 1999).[8]

### Capítulos de libro
- 'Penetrating Keanu', en El Matrix y Filosofía, Editado por William Irvin (Open Court Publishing Company, 2002).

- 'Aristóteles sobre el Sentido del Tacto', En: Essays on Aristotle's De Anima, Editado por Martha C. Nussbaum Y Amélie Oksenberg Rorty (Oxford University Press, 1995).[9]
- 'Marcos Feministas para Películas de Terror' En: Post-Teoría: Reconstruyendo Estudios de Cine, Editado por David Bordwell y Noël Carroll (Wisconsin University Press, 1996).[10]
- 'Emma' Pensive Meditations', En: Emma de Jane Austen: Perspectivas Filosóficas, Editado por E.M. Dadlez (Oxford University Press, 2018).[11]
- 'Aristóteles sobre Percepción, Apego, y Auto-Movimiento' En: Auto-Movimiento: De Aristóteles a Newton, Editado por James G. Lennox & Mary Louise Gill (Princeton University Press, 2017)[12]

### Artículos Seleccionados
- 'El Desnudo y el No Muerto: Mal y la Apelación de Horror.' Revista de Estéticas y Crítica de Arte, 2001, 59 (4): 433-434.[13]
- 'Arte y Conocimiento Moral' Temas Filosóficos, 1997 25 (1):11-36.[14]
- 'Evaluando Arte' con George Dickie - 1992 - Revisión Filosófica 101 (2):486.[15]
- 'La Teoría de Aristóteles sobre la Voluntad' con Anthony Kenny - 1981 - Revisión Filosófica 90 (1):159.[16]
- 'Aristóteles sobre Posibilidades y Capacidades' 1986 - Filosofía Antigua 6:69-89.[17]
- 'Interpretaciones Feministas de Aristóteles'. 2002 - Hypatia 17 (4):238-243.[18]
- 'Una Nueva Cuestión sobre Color' 2017 - Revista de Estéticas y Crítica de Arte 75 (3):231-248.[19]
- 'Feminismo e Ideología en Filosofía Antigua' 2000 - Apeiron 33 (4):365 - 406.[20]

### Libros editados
- Filosofía y Película. con Thomas E. Wartenberg (Routledge, 1995)[21]
- Re-Leyendo el Canon: Lecturas Feministas sobre Aristóteles. (Pensilvania State University Press, 1998)[22]

## Enlaces
- Lista de publicaciones en PhilPapers
- Página web personal en la web de la Universidad de Houston